# Instruments de musique du Japon
 (décembre 2018).
Si vous disposez d'ouvrages ou d'articles de référence ou si vous connaissez des sites web de qualité traitant du thème abordé ici, merci de compléter l'article en donnant les références utiles à sa vérifiabilité et en les liant à la section « Notes et références ».

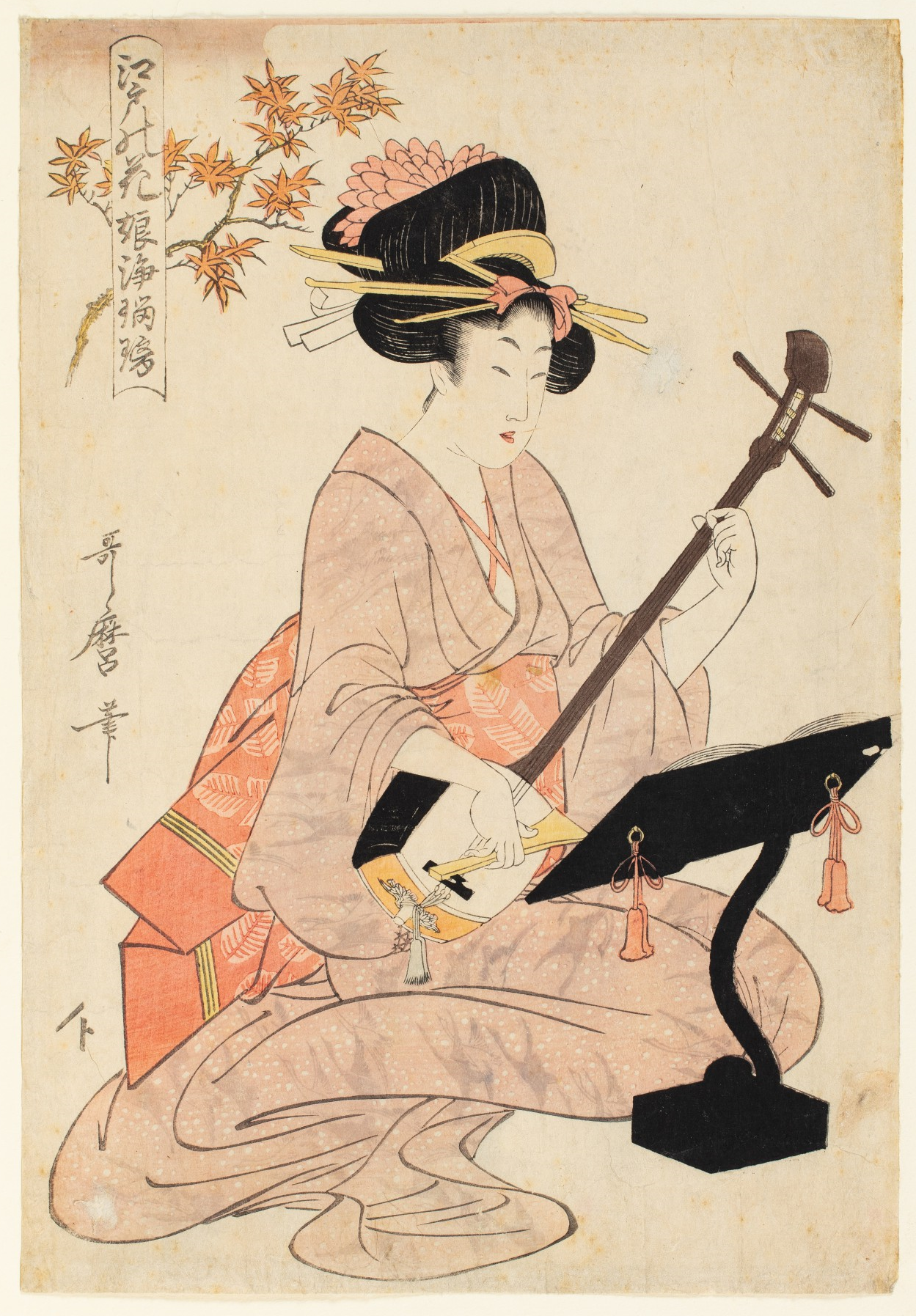
Kitagawa Utamaro, Fleurs d'Edo. Jeune femme jouant du shamisen, vers 1880.

Voici une brève présentation des instruments de musique traditionnels du Japon classés par catégorie.

## Cordes

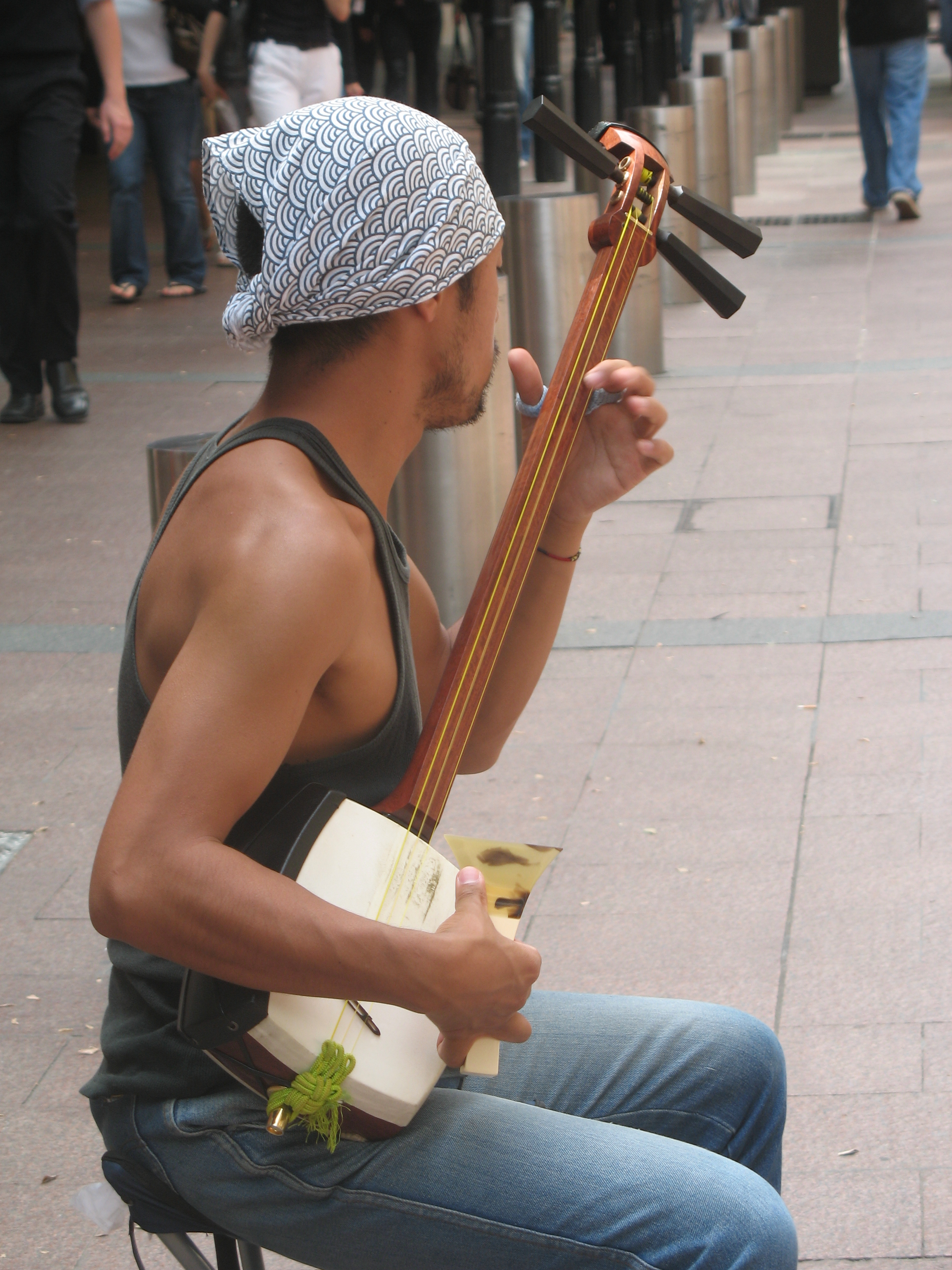
Joueur de shamisen dans la rue.

### Pincées
- Biwa (琵琶?) : sorte de luth.
- Gottan (ごったん?) : proche du sanshin.
- Konghou (箜篌?) : harpe ancienne et anguleuse.
- Koto (琴 / 箏?) : cithare sur table bombée[1].
- Sanshin (三線?) ou jabisen : shamisen d'Okinawa.
- Shamisen (三味線?) : luth à corde pincée de structure composite avec une caisse quadrangulaire en peau[2]. Il comporte trois cordes dans la majorité des cas.
- Sumagoto (須磨琴?) : également appelé ichigenkin (一絃琴?), cithare à une corde.
- Tonkori (トンコリ?) : instrument à cordes pincées des Aïnous d’Hokkaidō.
- Yamatogoto (大和琴?) : longue cithare également connue sous le nom de wagon (和琴?).

### Frottées
- Kokyū (胡弓) : violon de deux à quatre cordes frottées et au corps recouvert de peau.

### Frappée
- Yaukin (夜雨琴) : cithare à cordes frappées d'Okinawa.

## Vents

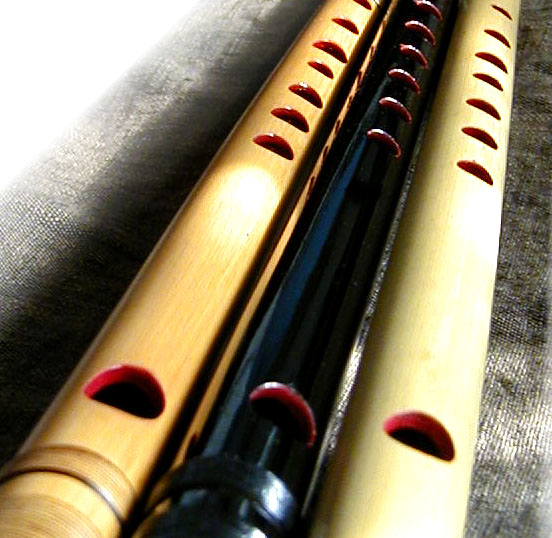
Trois types de shinobue.

### Flûtes
Les flûtes japonaises portent le nom de fue (笛).
- Dengakubue (田楽笛).
- Hocchiku (法竹) : flûte en bambou verticale.
- Kagurabue (神楽笛) : flûte en bambou transversale utilisée pour le mi-kagura (御神楽, musique rituelle shinto).
- Komabue (高麗笛) : flûte en bambou transversale utilisée pour le komagaku et semblable au ryūteki.
- Misatobue　(みさと笛).
- Nōkan (能管) : flûte en bambou transversale utilisée pour le théâtre nō.
- Ryūteki (龍笛) : flûte en bambou transversale utilisée pour le gagaku.
- Shakuhachi (尺八) : flûte en bambou à encoche utilisée pour la méditation zen.
- Shinobue (篠笛) : flûte en bambou transversale populaire.
- Tsuchibue (hiragana : つちぶえ ; kanji : 土笛 ; littéralement « flûte en terre ») : flûte globulaire de terre cuite.
- Yokobue (横笛) : terme générique pour les flûtes en bambou transversales.

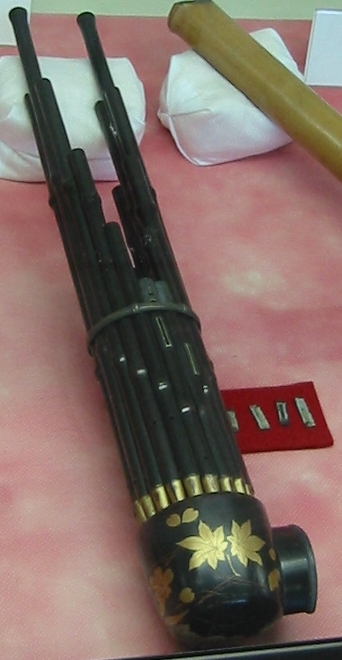
Orgue de bouche.

### Hautbois
- Hichiriki (篳篥) : hautbois de perce cylindrique utilisé pour le gagaku.

### Orgues à bouche
- Shô (笙) : orgue à bouche à dix-sept tubes utilisé pour le gagaku.
- U (竽) : grand orgue à bouche.

### Conque
- Horagai (法螺貝) : corne de coquillage également appelée jinkai (陣貝).

## Percussions

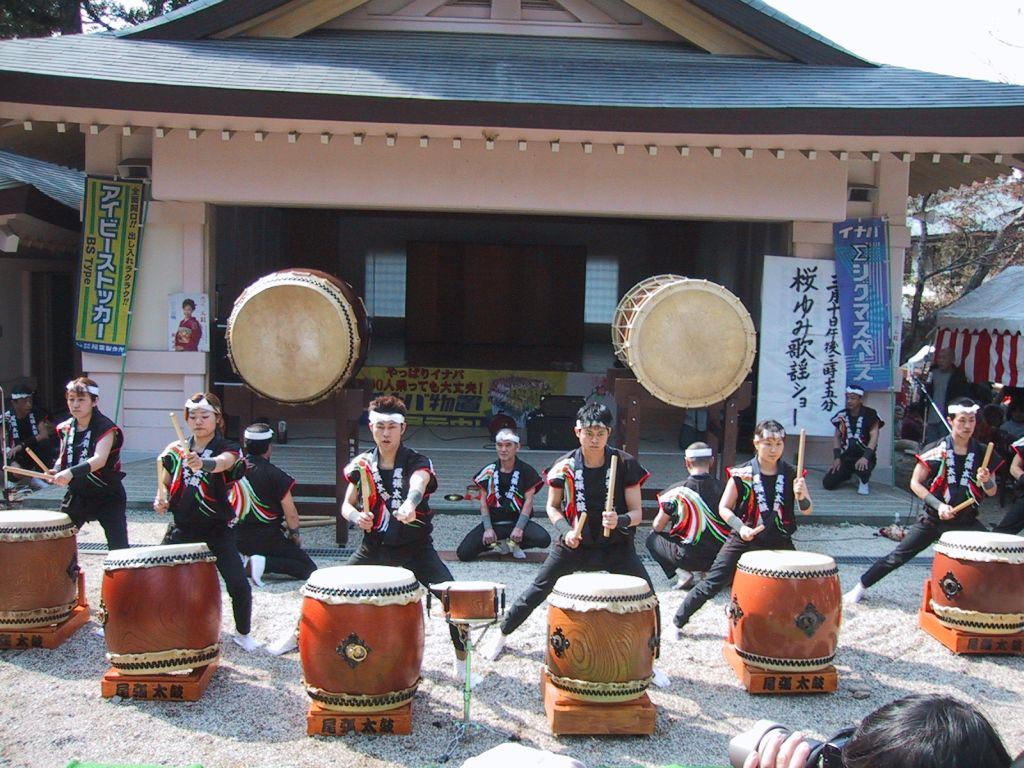
Ensemble de taiko.

- Binzasara (編木 ou 板ざさら).

### Membranophones
- Den-den daiko (でんでん太鼓) : tambour à boulettes semblable au damaru utilisé comme un jouet par les enfants.
- Ikko (壱鼓) : petit tambour en forme de sablier décoré d'ornements.
- Kakko (羯鼓) : petit tambour utilisé pour le gagaku.
- San-no-tsuzumi (三の鼓) : tambour à double face en forme de sablier frappé sur un seul côté.
- Taiko (太鼓) : littéralement « grand tambour ».
  - Ōtsuzumi (大鼓) : tambour de main.
  - Shime-daiko (締太鼓) : petit tambour joué avec des baguettes.
  - Tsuzumi (鼓) : petit tambour de main.
- Tsuri-daiko (釣太鼓) : tambour sur présentoir avec une tête d'ornements peints et joué avec des baguettes rembourrées.

### Idiophones

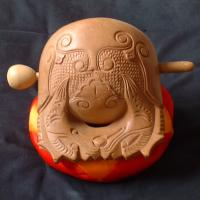
Mokugyo.

- Bin-sasara (板ささら ; également lu bin-zasara) : clap fait de lames en bois reliées par une corde.
- Hyōshigi (拍子木) : claps en bambou ou en bois.
- Kagura suzu : manche couvert de 3 rangs de clochettes tenu à la main.
- Kane (鉦) : petit gong plat.
- Kokiriko (こきりこ) : clap fait de lames en bois.
- Mokugyo (木魚) : bloc de bois sculpté en forme de poisson, frappé avec une baguette en bois. Souvent utilisé dans les chants bouddhistes.
- Shakubyoshi (également appelé shaku) : clap composé d'une paire de baguettes en bois plates.
- Shôko (鉦鼓) : petit gong utilisé pour le gagaku, frappé avec un marteau.

## Instruments électroacoustiques
- Matrémine : instrument électromagnétique proche du thérémine.